# Semicytherura janinae
Semicytherura janinae is een mosselkreeftjessoort uit de familie van de Cytheruridae. De wetenschappelijke naam van de soort is voor het eerst geldig gepubliceerd in 2001 door Aiello, Barra & Bonaduce.